# 1065
1065 (MLXV) var ett normalår som började en lördag i den julianska kalendern.

## Händelser

### December
- 28 december – Westminster Abbey invigs.

## Födda
- Helena, drottning av Sverige 1079/1080–1105, gift med Inge den äldre.
- Adele av Flandern, drottning av Danmark 1080–1086, gift med Knut den helige (född detta eller föregående år).
- Calixtus II, född Guy av Vienne, påve 1119–1124 (född omkring detta år).

## Avlidna
- 27 december – Ferdinand I, kung av Kastilien och León
- Sneglu-Halle, isländsk skald, hovnarr vid norske kungens hov (död omkring detta år)
- Gisela av Bayern, ungerskt romersk-katolskt helgon.